# Ulysses 31
Ulysses 31 (яп. 宇宙伝説ユリシーズ31 Утю: дэнсэцу Юриси:дзу Са:тиван, «Космическая легенда Улиссей 31») — аниме-сериал японо-французского производства, выпущенный студией TMS Entertainment. Всего было выпущено 26 серий аниме, каждая длительностью по 25 минут. Режиссёр аниме Тадао Нагахама, автор сценария — Жан Шалопен. После выхода сериал транслировался во Франции. В Японии первые 12 серий были показан лишь в 1988 году по каналу Nagoya TV. Полностью сериал был показан по каналу NHK в 1991 году, к моменту демонстрации он был полностью переозвучен. Сериал также транслировался на территории Испании, Италии, Германии, Польши, Швеции и Филиппин. Первые 4 серии доступны на английском языке на веб-сайте Jaroo. Стиль анимации представляет собой переходный между японским и западным, за основу внешности персонажей был взят стиль греческих скульптур.
За год до появления сериала была выпущена пилотная OVA-серия под простым названием Ulysses 31, дизайн практически всех персонажей значительно отличался от оригинала.

## Сюжет
Сюжет основан на греческой мифологии об Одиссее (в сериале известном как Улиссей). Действие происходит в XXXI веке. Улиссей вместе со своим экипажем на гигантском космическом корабле намеревается свергнуть Богов Олимпа, которые захватили власть над вселенной. Сначала он уничтожает гигантского циклопа и спасает детей, включая своего сына. Зевс в знак наказания замораживает весь экипаж Улиссея, но тот достигает царства Аида, где его экипаж снова возрождается. Теперь Улиссей должен вернуться на Землю. По дороге он встречает других известных героев греческой мифологии.

## Список персонажей
- Улиссей (яп. ユリシーズ Юрисидзу)

Главный герой и капитан корабля Одиссей. Долгое время поддерживал мир в Солнечной системе, но затем на него напали боги Олимпа и захватили власть. Сражается с помощью светового меча. Также располагает световым щитом и поясом, что позволяет ему летать. Благородный и преисполненный чувством чести, сражается с богами, чтобы свергнуть их и вернуть мир во вселенную. Сэйю: Цукаяма Масанэ
- Телемах (яп. テレマーク Тэрэмаку)

Сын Улиссея и близкий друг Юми. Смелый и отважный, опытный пилот, стреляет из рогатки энергетическими шарами. Сэйю: Мидзусима Ю
- Юми (яп. ユミ Юми)

Синий гуманоид родом из планеты Зотра. Младшая сестра Нуминора, обладает телепатическими способностями и телекинезом. Она, Нуминор и Телемах должны были стать очередными жертвами циклопа, но их спас Улиссей. Несмотря на свои физические недостатки, она очень умная и смелая, не восприимчива к огню. Сэйю: Симамото Суми
- Нуминор (яп. ユマイオス Юмайосу)

Старший брат Юми, как и она, имеет синюю кожу и белые волосы. Был спасён Улиссеем от циклопа. Как и большинство членов экипажа, находился долгое время в состоянии анабиоза. Очень добрый, вежливый, и в то же время преданный.
- Ноно (яп. ノノ Ноно)

Маленький механический компаньон Телемаха, был подарен ему на день рождения. Любит есть гайки и гвозди. Несмотря на свой робкий характер, он располагает огромной физической силой и может быстро починить любую технику. Сэйю: Танака Маюми
- Сирка (яп. シルカ Сирука)

Компьютерная система корабля Одиссей. Говорит женским голосом.
- Зевс (яп. ゼウス Дзэусу)

Верховный бог Олимпа. На протяжении всей истории преследует Улиссея и пытается навредить ему.
- Посейдон (яп. ポセイドン Посэидону)

Бог морей. Пришёл в ярость, когда Улиссей убил его творение — циклопа. Его космические корабли имеют форму трезубца.
- Аид (яп. アデス Адэсу)

Бог подземного царства. Не находится на стороне богов Олимпа и позже помогает Улиссею вернуться на Землю.

## Роли озвучивали
- Масанэ Цукаяма — Улиссей
- Осаму Кобаяси — Улиссей (ремейк 1991 год)
- Ю Мидзусима — Телемах
- Нобуо Тобита — Телемах (ремейк 1991 год)
- Суми Симамото — Юми
- Акико Ядзима — Юми (ремейк 1991 год)
- Маюми Танака — Ноно
- Мики Нарахаси — Ноно (ремейк 1991 год)
- Сёдзо Хирабаяси — Бог
- Кан Токумару — Бог (ремейк 1991 год)